# Lleyton Hewitt
Lleyton Glynn Hewitt (Adelaide, 1981. február 24. –) ausztrál hivatásos teniszező.
Korábbi világelső: 20 évesen, 2001. november 19-én ő lett a legfiatalabb játékos, aki valaha világelső lett (összesen 80 hetet töltött a világranglista csúcsán). Hewitt karrierjének legnagyobb sikerei a 2001-es US Openen és a 2002-es wimbledoni teniszbajnokságon aratott győzelmeí. Összesen 28 egyéni és 2 páros ATP-tornát nyert meg. 1999-ben és 2003-ban Davis-kupa-győzelemhez segítette hazáját. Hewitt ismert versenyszelleméről, agresszív játékáról, biztos alapvonalütéseiről, ügyes lábmunkájáról. Ismertető jegye a támadó átemelés.
Nős, felesége Bec Cartwright ausztrál színésznő, három gyermekük született (Mia Rebecca Hewitt 2005. november 29., Cruz Lleyton Hewitt 2008. december 11., Ava Sydney 2010. október 19.).

## Grand Slam döntői

### Egyéni

#### Győzelmei (2)
| Év   | Helyszín  | Ellenfél a döntőben | Eredmény a döntőben |
| 2001 | US Open   | Pete Sampras        | 7-6(4), 6-1, 6-1    |
| 2002 | Wimbledon | David Nalbandian    | 6-1, 6-3, 6-2       |

### Elvesztett döntői (2)
| Év   | Helyszín        | Ellenfél a döntőben | Eredmény a döntőben |
| 2004 | US Open         | Roger Federer       | 0-6, 6-7(3), 0-6    |
| 2005 | Australian Open | Marat Szafin        | 6-1, 3-6, 4-6, 4-6  |

### Páros

#### Győzelmei (1)
| Év   | Helyszín | Partner       | Ellenfelek a döntőben       | Eredmény a döntőben |
| 2000 | US Open  | Makszim Mirni | Ellis Ferreira / Rick Leach | 6–4, 5–7, 7–6(5)    |

### Vegyes páros

#### Elvesztett döntői (1)
| Év   | Helyszín  | Partner       | Ellenfelek a döntőben        | Eredmény a döntőben |
| 2000 | Wimbledon | Kim Clijsters | Kimberly Po / Donald Johnson | 4–6, 6–7(3)         |

## ATP-döntői

### Egyéni

#### Győzelmei (28)
| Összesítés                                            | Összesítés |
| ----------------------------------------------------- | ---------- |
| Grand Slam-torna                                      | (2)        |
| ATP World Tour Masters 1000 / ATP Masters Series      | (2)        |
| ATP World Tour 500 Series / International Series Gold | (2)        |
| ATP World Tour 250 Series / International Series      | (20)       |
| ATP World Tour Finals / Tennis Masters Cup            | (2)        |

|    | Dátum                | Torna                                                         | Borítás         | Ellenfél a döntőben | Eredmény a döntőben     |
| 1  | 1998. január 12.     | Next Generation Adelaide International, Adelaide              | Kemény          | Jason Stoltenberg   | 3-6, 6-3, 7-6(4)        |
| 2  | 1999. május 10.      | Delray Beach International Tennis Championships, Delray Beach | Zöld salak      | Xavier Malisse      | 6-4, 6-7(2), 6-1        |
| 3  | 2000. január 10.     | Next Generation Adelaide International, Adelaide              | Kemény          | Thomas Enqvist      | 3-6, 6-3, 6-2           |
| 4  | 2000. január 17.     | Medibank International, Sydney                                | Kemény          | Jason Stoltenberg   | 6-4, 6-0                |
| 5  | 2000. március 13.    | Franklin Templeton Tennis Classic, Scottsdale                 | Kemény          | Tim Henman          | 6-4, 7-6(2)             |
| 6  | 2000. június 19.     | Queen’s Club Championships, London                            | Fű              | Pete Sampras        | 6-4, 6-4                |
| 7  | 2001. január 15.     | Medibank International, Sydney                                | Kemény          | Magnus Norman       | 6-4, 6-1                |
| 8  | 2001. június 18.     | Queen’s Club Championships, London                            | Fű              | Tim Henman          | 7-6(3), 7-6(3)          |
| 9  | 2001. június 25.     | Ordina Open, ’s-Hertogenbosch                                 | Fű              | Guillermo Cañas     | 6-3, 6-4                |
| 10 | 2001. szeptember 10. | US Open, New York                                             | Kemény          | Pete Sampras        | 7-6(4), 6-1, 6-1        |
| 11 | 2001. október 8.     | Japan Open, Tokió                                             | Kemény          | Michel Kratochvil   | 6-4, 6-2                |
| 12 | 2001. november 19.   | Tennis Masters Cup, Sydney                                    | Kemény (fedett) | Sébastien Grosjean  | 6-3, 6-3, 6-4           |
| 13 | 2002. március 3.     | SAP Open, San José                                            | Kemény (fedett) | Andre Agassi        | 4-6, 7-6(6), 7-6(4)     |
| 14 | 2002. március 25.    | Indian Wells Masters, Indian Wells                            | Kemény          | Tim Henman          | 6-1, 6-2                |
| 15 | 2002. június 19.     | Queen’s Club Championships, London                            | Fű              | Tim Henman          | 4-6, 6-1, 6-4           |
| 16 | 2002. július 7.      | Wimbledon, Wimbledon                                          | Fű              | David Nalbandian    | 6-1, 6-3, 6-2           |
| 17 | 2002. november 18.   | Tennis Masters Cup, Sanghaj                                   | Kemény (fedett) | Juan Carlos Ferrero | 7-5, 7-5, 2-6, 2-6, 6-4 |
| 18 | 2003. március 10.    | Franklin Templeton Tennis Classic, Scottsdale                 | Kemény          | Mark Philippoussis  | 6-4, 6-4                |
| 19 | 2003. március 24.    | Indian Wells Masters, Indian Wells                            | Kemény          | Gustavo Kuerten     | 6-1, 6-1                |
| 20 | 2004. január 19.     | Medibank International, Sydney                                | Kemény          | Carlos Moyà         | 4-3 feladta             |
| 21 | 2004. február 23.    | ABN AMRO World Tennis Tournament, Rotterdam                   | Kemény (fedett) | Juan Carlos Ferrero | 6-7(1), 7-5, 6-4        |
| 22 | 2004. augusztus 23.  | Legg Mason Tennis Classic, Washington                         | Kemény          | Gilles Müller       | 6-3, 6-4                |
| 23 | 2004. augusztus 30.  | TD Waterhouse Cup, Long Island                                | Kemény          | Luis Horna          | 6-3, 6-1                |
| 24 | 2005. január 17.     | Medibank International, Sydney                                | Kemény          | Ivo Minář           | 7-5, 6-0                |
| 25 | 2006. június 18.     | Queen’s Club Championships, London                            | Fű              | James Blake         | 6-4, 6-4                |
| 26 | 2007. március 11.    | Tennis Channel Open, Las Vegas                                | Kemény          | Jürgen Melzer       | 6-4, 7-6(10)            |
| 27 | 2009. április 12.    | U.S. Men’s Clay Court Championships, Houston                  | Salak           | Wayne Odesnik       | 6-2, 7-5                |
| 28 | 2010. június 13.     | Gerry Weber Open, Halle                                       | Fű              | Roger Federer       | 3-6, 7-6(4), 6-4        |

#### Elvesztett döntői (14)
|    | Torna                | Torna                                            | Borítás          | Ellenfél a döntőben | Eredmény a döntőben              |
| 1  | 1999. január 11.     | Next Generation Adelaide International, Adelaide | Kemény           | Thomas Enqvist      | 6-4, 1-6, 2-6                    |
| 2  | 1999. március 8.     | Franklin Templeton Tennis Classic, Scottsdale    | Kemény           | Jan-Michael Gambill | 6-7(2), 6-4, 4-6                 |
| 3  | 1999. október 25.    | Grand Prix de Tennis de Lyon, Lyon               | Szőnyeg (fedett) | Nicolás Lapentti    | 3-6, 2-6                         |
| 4  | 2000. november 5.    | Masters Series Stuttgart, Stuttgart              | Kemény (fedett)  | Wayne Ferreira      | 6-7(6), 6-3, 7-6(5), 6-7(2), 2-6 |
| 5  | 2002. augusztus 12.  | Cincinnati Masters, Cincinnati                   | Kemény           | Carlos Moyà         | 5-7, 6-7(5)                      |
| 6  | 2002. november 4.    | Paris Masters, Párizs                            | Szőnyeg (fedett) | Marat Szafin        | 6-7(4), 0-6, 4-6                 |
| 7  | 2003. augusztus 4.   | Countrywide Classic, Los Angeles                 | Kemény           | Wayne Ferreira      | 3-6, 6-4, 5-7                    |
| 8  | 2004. augusztus 9.   | Cincinnati Masters, Cincinnati                   | Kemény           | Andre Agassi        | 3-6, 6-3, 2-6                    |
| 9  | 2004. szeptember 13. | US Open, New York                                | Kemény           | Roger Federer       | 0-6, 6-7(3), 0-6                 |
| 10 | 2004. november 22.   | Tennis Masters Cup, Sanghaj                      | Kemény (fedett)  | Roger Federer       | 3-6, 2-6                         |
| 11 | 2005. január 31.     | Australian Open, Melbourne                       | Kemény           | Marat Szafin        | 6-1, 3-6, 4-6, 4-6               |
| 12 | 2005. március 21.    | Indian Wells Masters, Indian Wells               | Kemény           | Roger Federer       | 2-6, 4-6, 4-6                    |
| 13 | 2006. február 26.    | SAP Open, San José                               | Kemény (fedett)  | Andy Murray         | 6-2, 1-6, 6-7(3)                 |
| 14 | 2006. március 12.    | Tennis Channel Open, Las Vegas                   | Kemény           | James Blake         | 5-7, 6-2, 3-6                    |

### Páros

#### Győzelmei (2)
|   | Dátum                | Torna                                           | Borítás | Partner       | Ellenfelek a döntőben          | Eredmény a döntőben |
| 1 | 2000. augusztus 21.  | Indianapolis Tennis Championships, Indianapolis | Kemény  | Sandon Stolle | Jonas Björkman / Makszim Mirni | 7-6(3), 4-6, 7-6(3) |
| 2 | 2000. szeptember 11. | US Open, New York                               | Kemény  | Makszim Mirni | Ellis Ferreira / Rick Leach    | 6-4, 5-7, 7-6(5)    |

#### Elvesztett döntői (3)
|   | Dátum             | Torna                                            | Borítás | Partner            | Ellenfelek a döntőben            | Eredmény a döntőben |
| 1 | 2000. január 10.  | Next Generation Adelaide International, Adelaide | Kemény  | Sandon Stolle      | Todd Woodbridge / Mark Woodforde | 4-6, 2-6            |
| 2 | 2000. január 17.  | Medibank International, Sydney                   | Kemény  | Sandon Stolle      | Todd Woodbridge / Mark Woodforde | 5-7, 4-6            |
| 3 | 2003. március 10. | Franklin Templeton Tennis Classic, Scottsdale    | Kemény  | Mark Philippoussis | James Blake / Mark Merklein      | 4-6, 7-6(2), 6-7(5) |